# Literatură română în Voivodina
Literatura română din Voivodina constă în literatura dialectală creată în provincia autonomă Voivodina a Republicii Serbia. 
Literatura română în grai s-a impus în spațiul bănățean de-a lungul anilor, în mod continuu, de la Victor Vlad Delamarina și până la creatori actuali. Contribuția scriitorilor din Voivodina este semnificativă în creația bănățeană, prin autori ca Vasile Barbu, președintele Societății literar-artistice „Tibiscus“ din Uzdin, Pavel Gătăiantu, Ana Niculina Ursulescu, Virginia Popovici, Slavco Almăjan și Marina Puia Bădescu.
Cercetând minoritatea română din Voivodina, Ștefan N. Popa observa că „literatura de aici nu s-a dezvoltat cu program“. Adrian Dinu Rachieru spune într-un articol din revista Convorbiri literare despre scriitorii Voivodinei că „nu sunt confiscați de obsesia sincronizărilor“, fiind „la curent cu ce se întâmplă în lume“, spre deosebire de restul scriitorilor români moderni și contemporani, care s-au lovit de incursiunile politicului.
Casa de Presă și Editură Libertatea scoate anual aproximativ 20 de titluri. La ediția a 45-a a târgului de carte de la Belgrad, editura a realizat un CD cu nouă titluri reprezentantive pentru literatura de limbă română din Voivodina, sub sloganul 3.000 de pagini pentru mileniul trei.
De asemenea, în Voivodina sunt publicate o serie de traduceri ale autorilor sârbi.